# 猎杀红色十月号 (1991年游戏)
《猎杀红色十月号》是一款由Beam Software制作、Hi-Tech Expressions, Inc.发行的动作类游戏。 本游戏首先于1991年1月在北美地区NES发行。本游戏根据同名电影《追擊赤色十月》制作。
游戏场景位于深海，玩家在此进行战斗。玩家目的是躲避舰艇被破坏。